# Santissima Trinità di Saccargia

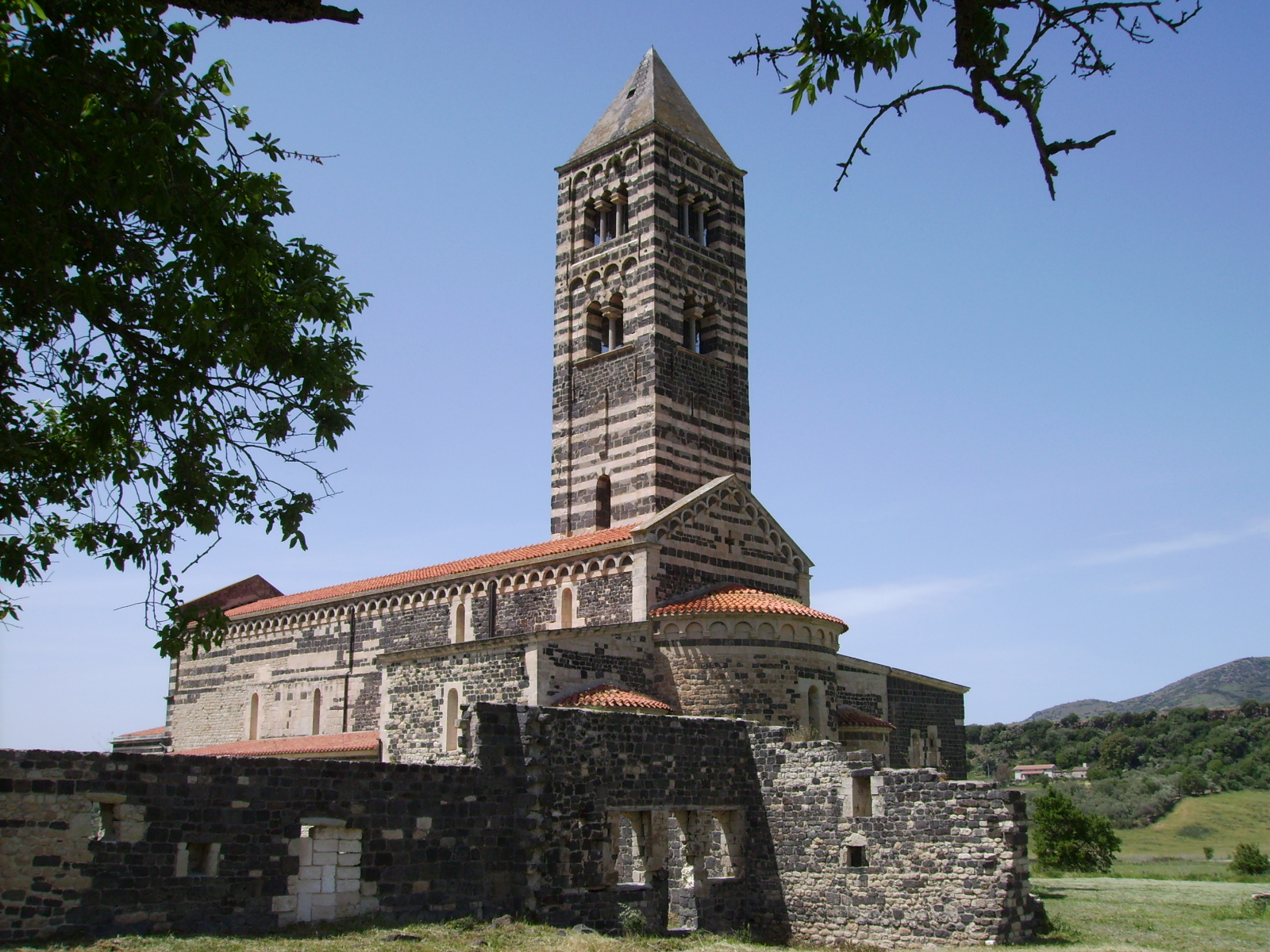
Abtei Santissima Trinita di Saccargia, Logudoro, Sardinien

Die Abteikirche Santissima Trinità di Saccargia des ehemaligen, heute völlig zerstörten Kamaldulenser-Klosters liegt in einem Tal zwischen den Orten Ploaghe und Codrongianos im Logudoro (Ort des Goldes) in der Metropolitanstadt Sassari auf Sardinien. Sie ist neben San Pietro di Sorres das bedeutendste Beispiel für romanisch-pisanische Architektur des 12. Jahrhunderts.

## Geschichte

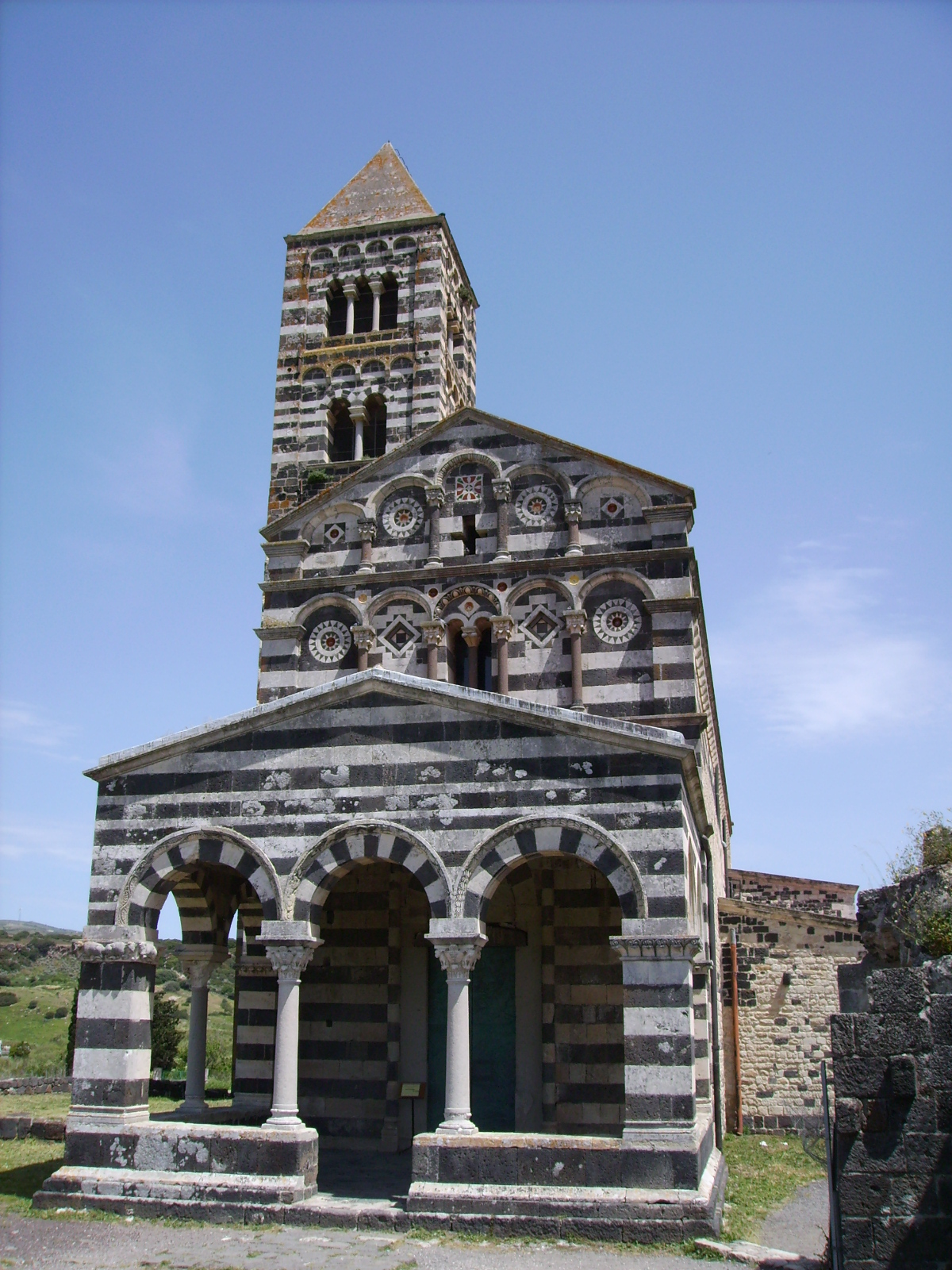
Santissima Trinita di Saccargia, Fassade

Der Legende nach kniete hier eine Kuh zum Gebet nieder. Daher kommt wahrscheinlich auch der Name des Ortes: sa acca argia, die gefleckte Kuh. Die Kirche wurde etwa 1120 im Auftrag des Richters von Torres nach toskanisch-lombardischem Vorbild erbaut. Nach einer anderen Version schenkte der örtliche Herrscher Konstantin um 1112 die Kirche den Kamaldulenser-Mönchen, die sie mit Hilfe toskanischer Architekten und Handwerker vergrößerten.

## Architektur

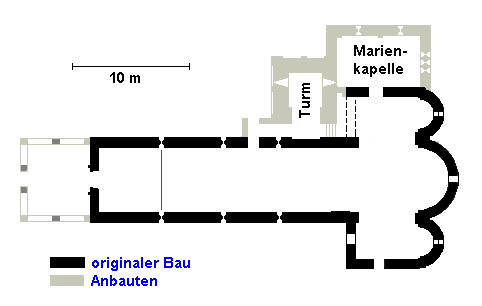
Grundriss der Basilika

Der alte Grundriss glich dem der Abteikirche San Michele di Salvenero in Ploaghe, die von den Vallombrosanern, einem anderen Benediktinerorden, in der Nähe erbaut wurde. Der Grundriss, in Form eines Taukreuzes mit den drei Apsiden war bei den Mönchen sehr beliebt, folgte jedoch einer zu dieser Zeit bereits veralteten byzantinischen Tradition.
Gerüstlöcher an der Südwand zeigen eine erhebliche Erweiterung des Längsschiffes in einer zweiten Bauphase an. Fassade, Portikus und Turm sowie die im 13. Jahrhundert angebaute Marienkapelle sind Ergänzungen des ursprünglichen Baukörpers. Der Glockenturm ist etwa 41 Meter hoch und 8 × 8 Meter breit.
Das Mittelschiff ist nur durch kleine Öffnungen in den Seitenwänden beleuchtet. Die Fassade oberhalb der Vorhalle ist durch zwei Reihen von Bögen geschmückt. In der obersten Reihe hat der zentrale Bogen eine kreuzförmige Öffnung.

## Ausstattung

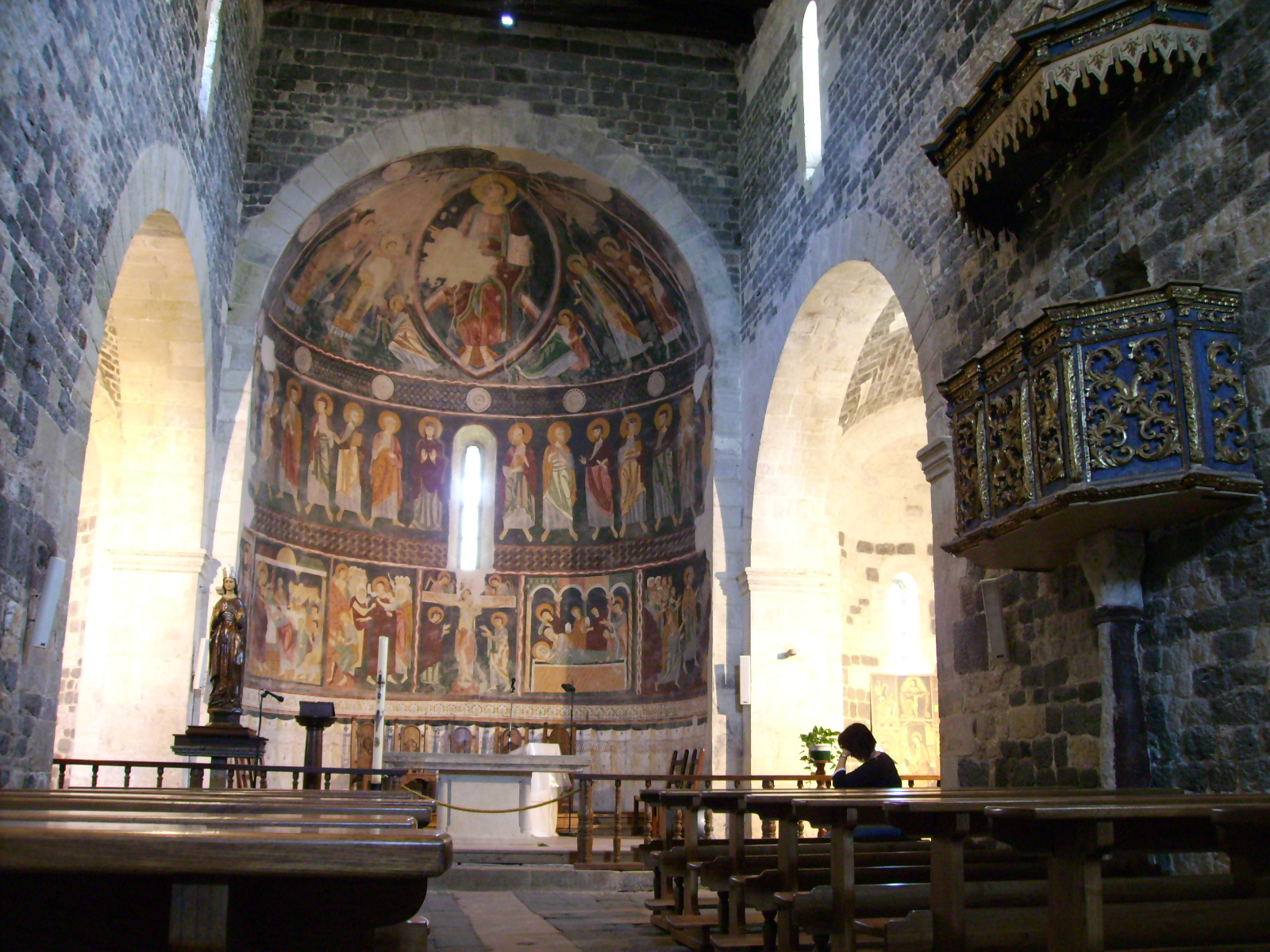
Fresken der Apsis

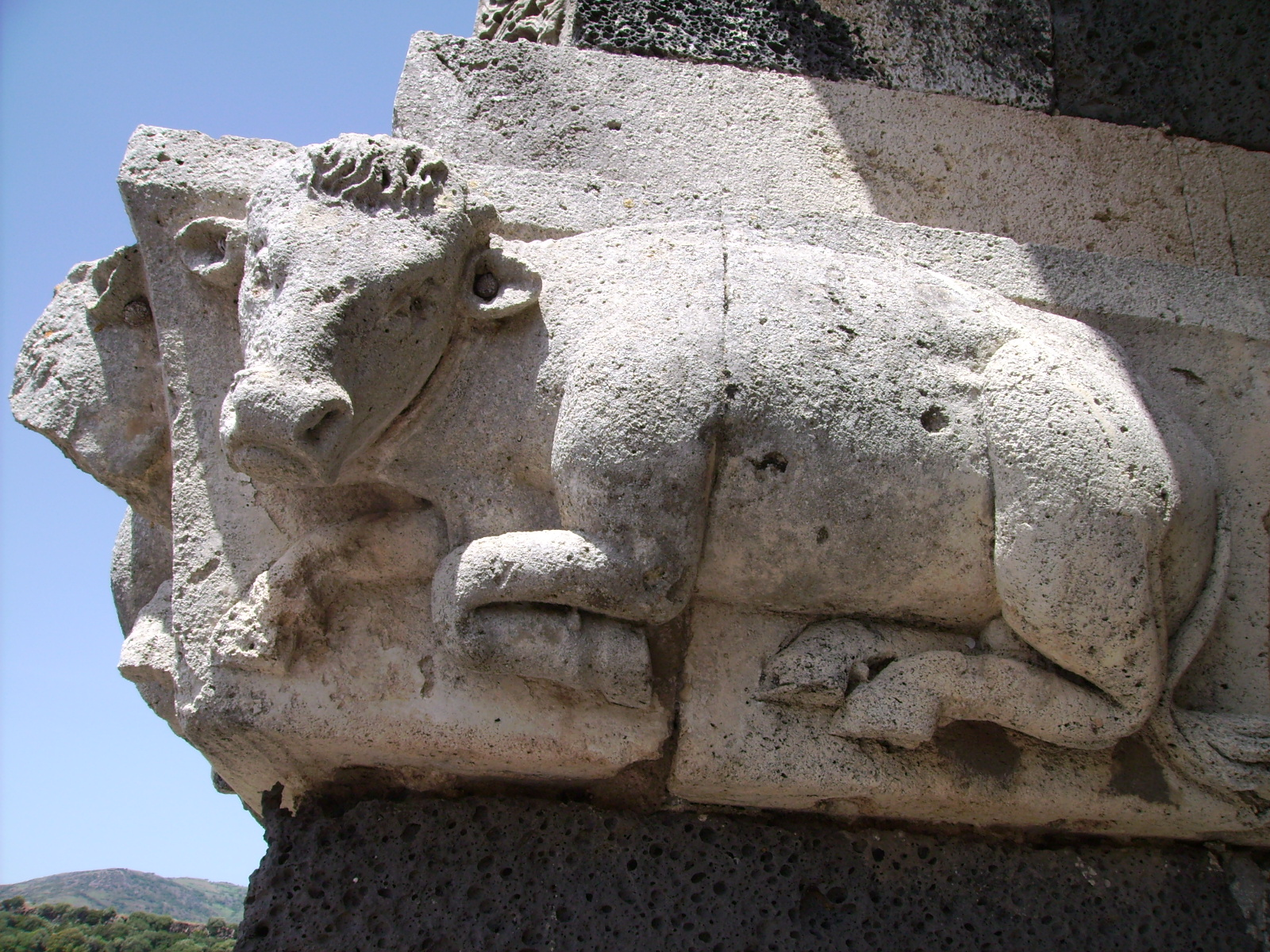
Kuhkapitell

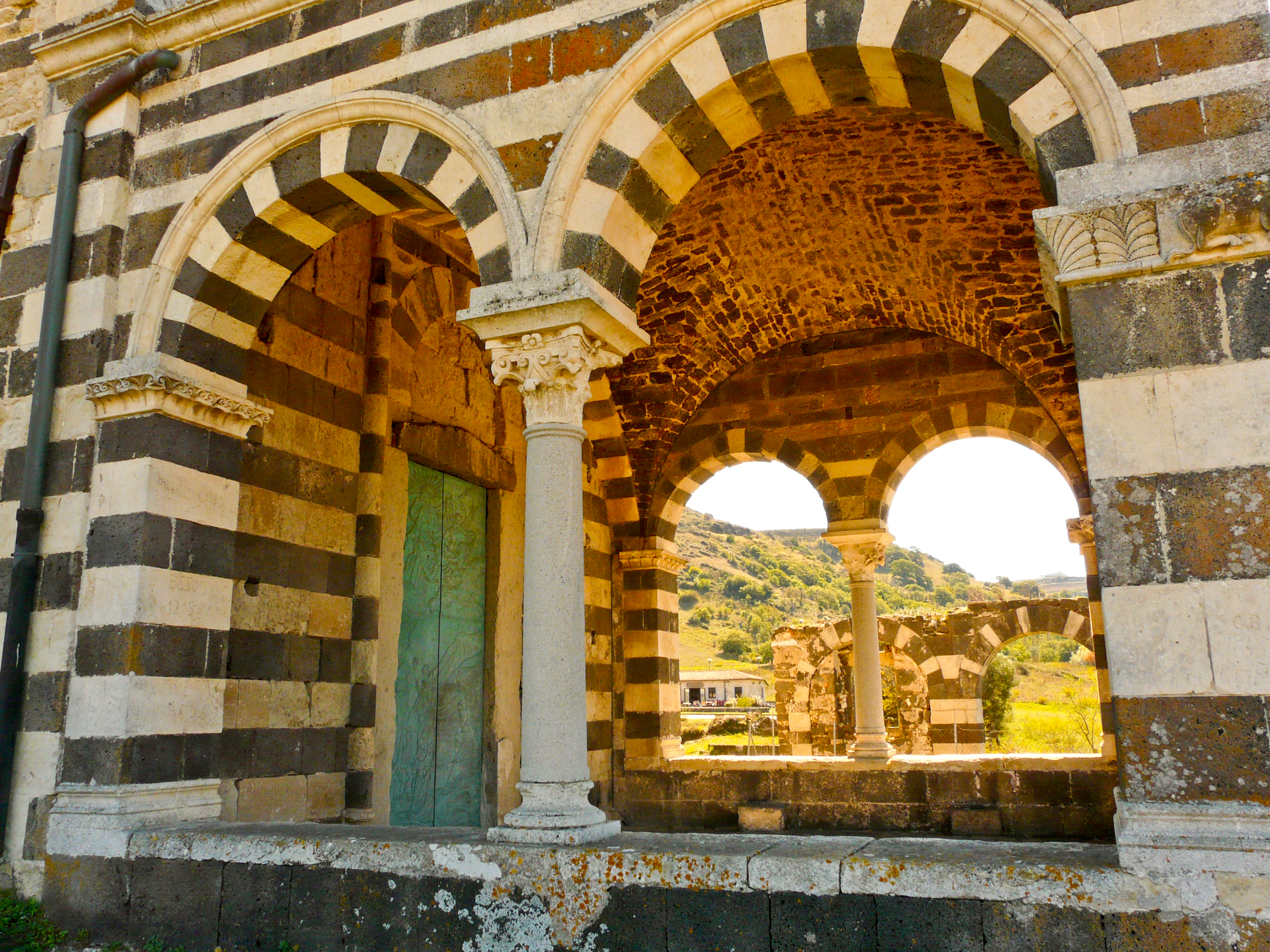
Der bauliche Zustand der Gebäude ist sehr unterschiedlich.

Die offene Vorhalle zeigt auf den Kapitellen und Stirnbögen neben Pflanzenmotiven auch Tierfiguren und Menschenköpfe. Die Steinschnitzerarbeiten sind ebenfalls romanisch. Berühmt ist das Kuhkapitell, das auf den Namen des Ortes deutet.
Die Fassade wird zwischen 1180 und 1200 datiert. Sie ist verkleidet mit Streifen aus weißem Kalkstein und schwarzem Trachyt.
Auf Sardinien einzigartig sind die byzantinisch beeinflussten Fresken in der Mittelapsis aus dem 13. Jh. Sie stammen wahrscheinlich von einem pisanischen Künstler und gehören zu den wenigen erhaltenen Werken romanischer Freskenmalerei in Italien.
Über der Mitte des Freskos thront ein segnender Christus, der in seiner linken Hand ein Buch hält.